# Svensk konst

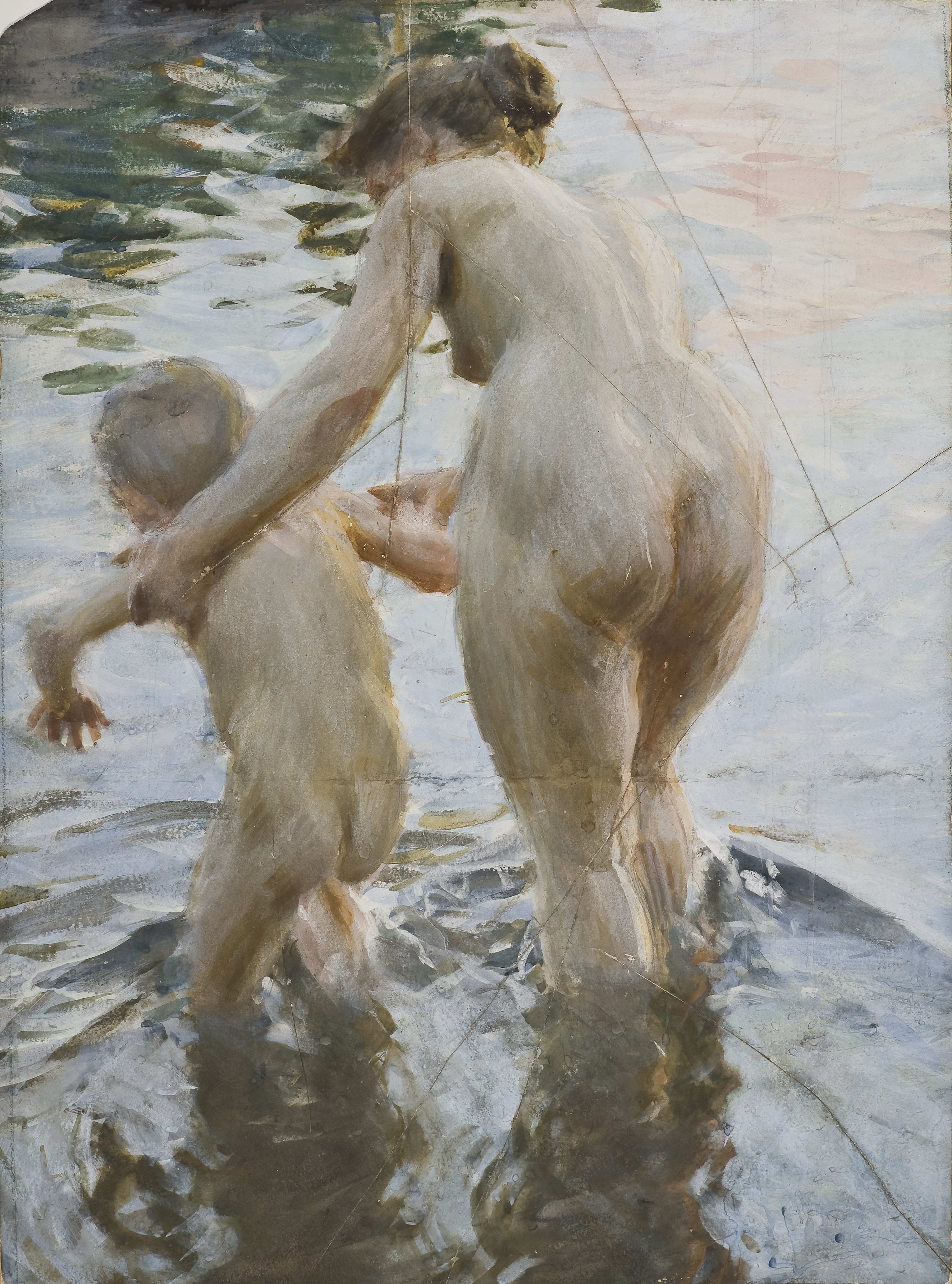
En premiär (1888) av Anders Zorn, ett mycket känt svenskt konstverk.

Med svensk konst menas här konst utförd i Sverige av i Sverige verksamma konstnärer med huvudsakligt fokus på bildkonsten. 
Svensk konst har självklart alltid varit influerad av omvärlden men influenserna har kommit från olika geografiska centra vid olika epoker. Den svenska konsten är en del av kulturen i Sverige och den västerländska kulturtraditionen. Influenserna till den svenska konsten har främst kommit från det kontinentala Europa och i synnerhet Västeuropa: övriga Norden och länder som Frankrike, Tyskland och Italien. Efter andra världskriget har inflytandet från USA stärkts kraftigt.
Idag produceras det mycket konst per capita i Sverige, något som vissa tillskriver de statliga konstsubventionerna.

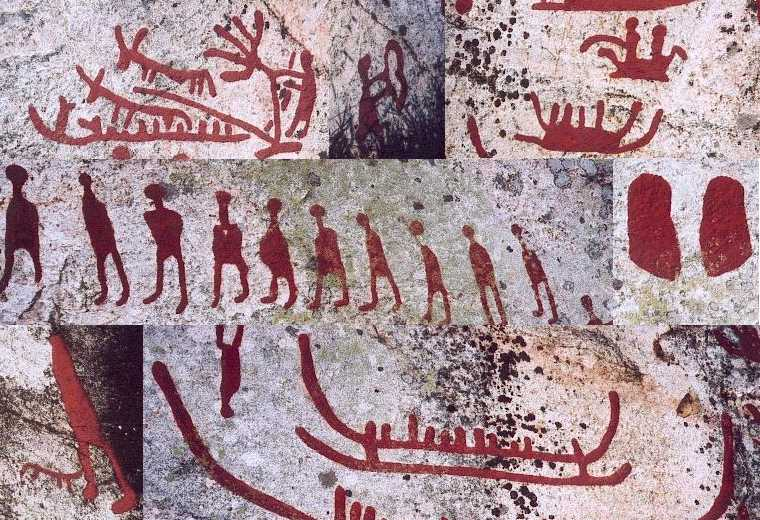
Hällristningar i Häljesta (1800–550 f.Kr.).

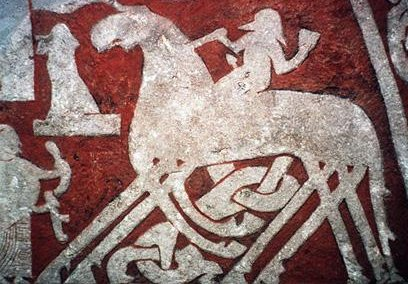
Detalj från Tjängvidestenen möjligen föreställande guden Oden (900-tal e.Kr).

## Historia
För internationell överblick, se Konstens historia.

### Förhistorisk konst

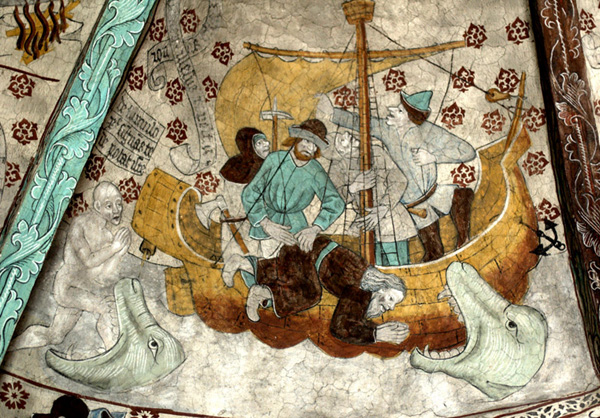
Målning från cirka 1480 av Albertus Pictor, i Härkeberga kyrka. Motivet är profeten Jona som blir kastad överbord. Till höger valen som slukar honom.

När inlandsisen drog sig tillbaka började den skandinaviska halvön befolkas söderifrån av jägare och samlare. De bevarade konstuttryck som finns från denna stenålder är enkla och speglar tidens material. De beständiga konstformerna som hällristningarna har överlevt tidens tand. De tidigaste hällristningarna i form av symboler, figurer och avbildningar är inhuggna i berghällar och på lösa klippblock. De började framställas kanske redan 7000 år f.Kr, även om de flesta hör till bronsålder.[källa behövs] I Sverige finns en av världens största koncentrationer av hällristningar med ett lokalt centrum i Bohuslän. En ålderdomligare tradition spåras i de ytterst få bevarade hällmålningarna.

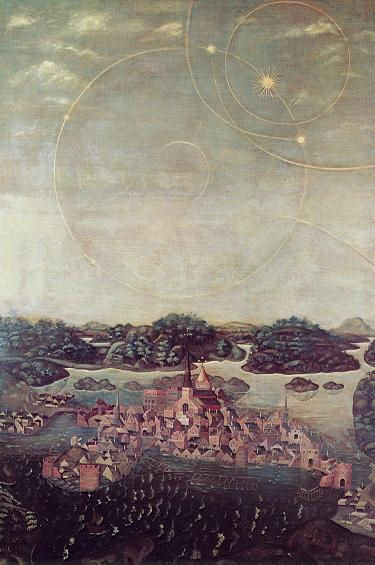
Kopia från 1630-talet av Urban Målares målning Vädersoltavlan är den äldsta kända avbildningen av Stockholm. Målningen finns att beskåda i Storkyrkan (original 1535).

Under bronsåldern uppkommer en spiralornamentik i samma stil som fanns i Danmark. Från omkring 400 e. Kr. utvecklas den nordiska djurornamentiken, en ovanligt rik och fantasifull stil som nådde sin höjdpunkt under 600-talet med den så kallade vendelstilen. Djurornamentiken upplever en förnyad blomstringstid i samband med runstenarna. Runstenarna - varav vissa är helt illustrativa och därför kallas bildstenar – tillkom mellan omkring år 200 och 1130 med en storhetsperiod mellan 980 och 1100. Som konstform är runstenarna specifika för det nordiska kulturområdet och Sverige är världens mest runstenstäta land med 2 800 inskrifter. Cirka 85 % av alla identifierade stenar har funnits i Sverige. Särskilt i Mälardalen var aktiviteten hög, och landskapet Uppland är Sveriges runstenstätaste med 1300 identifierade verk. Stenarna kombinerar text med ornamentik och stiliserade figurer och var ursprungligen målade. De kan delas in i sju olika stilar. Några av de första kända bildskaparna i Sverige är runristare, till exempel Fot, Öpir samt Balle den röde vilken verkade i slutet av 1000-talet.

### Medeltid och Gotik

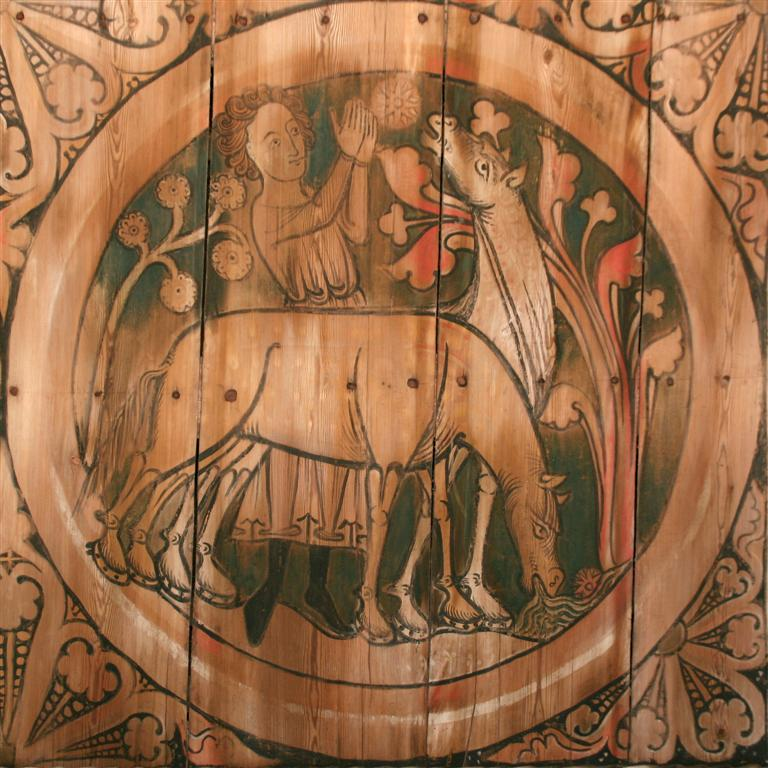
Kyrkomålning föreställande Staffan stalledräng i Dädesjö (sent 1200-tal).

I och med kristendomens intåg följde också en ny ikonografi (bildvärld), som från början etablerades i kyrkorna, bland annat i form av altarskåp, krucifix och stenhuggeri. Skaparglädje visades i romanska konstprodukter som vävar och guldarbeten. Gotland blev från 1200-talet ett centrum för stenhuggare. Namngivna mästare därifrån inkluderar Hegvald och Sighraf. Gotiken kom till Sverige under den andra halvan av 1200-talet. Linköpings domkyrka är till största delen utförd i engelskt höggotisk stil och är rikt smyckad skulpturer. I flera verk från perioden syns en fransk påverkan, t.ex. Öjakrucifixet från Gotland och St Eriks-statyn i Roslags-Bro kyrka i Uppland. Gotiskt monumentalmåleri på trä finns det goda exempel på från Dädesjö (1200-tal), Södra Råda (13-1400-tal) och Björsäter (ca 1350)
Bildberättandet tog fart i kyrkorna i Mellansverige mot slutet av 1400-talet med mästare som Nils Håkansson, Albrekt Målare, kom dock att bli långt mer berömd för sina kyrkomålningar i Uppland. Motiven under perioden var ofta religiösa eller mytiska. Albrekt Målares motiv med en schackspelande lieman i Täby kyrka gav inspiration till Ingmar Bergmans film Det sjunde inseglet nästan 600 år senare.
Även skulpturen S:t Göran och draken i Storkyrkan i Stockholm tillkommer vid tiden för Albrekt Målare. Den utfördes av den tyskfödde målaren och skulptören Bernt Notke, en av senmedeltidens mest betydande nordeuropeiska konstnärer. Notke, som periodvis bodde i Sverige, var mycket produktiv och fick stort inflytande med en expressionistisk och intensiv stil. En infödd mästarskulptör var Håkan Gullesson.

### Renässans och Karolinsk barock (1500- och 1600-tal)
Vasatidens konst bestod till stor del av porträtt av furstar som målades av utländska konstnärer som var verksamma i Sverige. Urban målare med sin Vädersoltavla från 1535, i Storkyrkan i Stockholm, utgjorde ett undantag. Han är en av få svenska kända konstnärer under Vasatiden. Stilmässigt omfattar epoken renässansen.

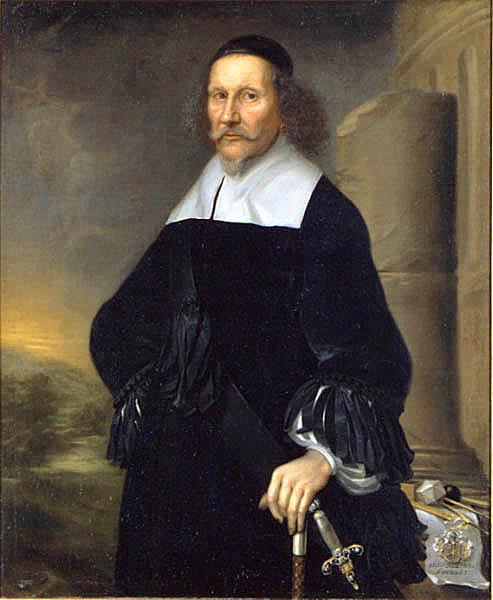
Georg Stiernhielm målades så här av David Klöcker Ehrenstrahl (1663).

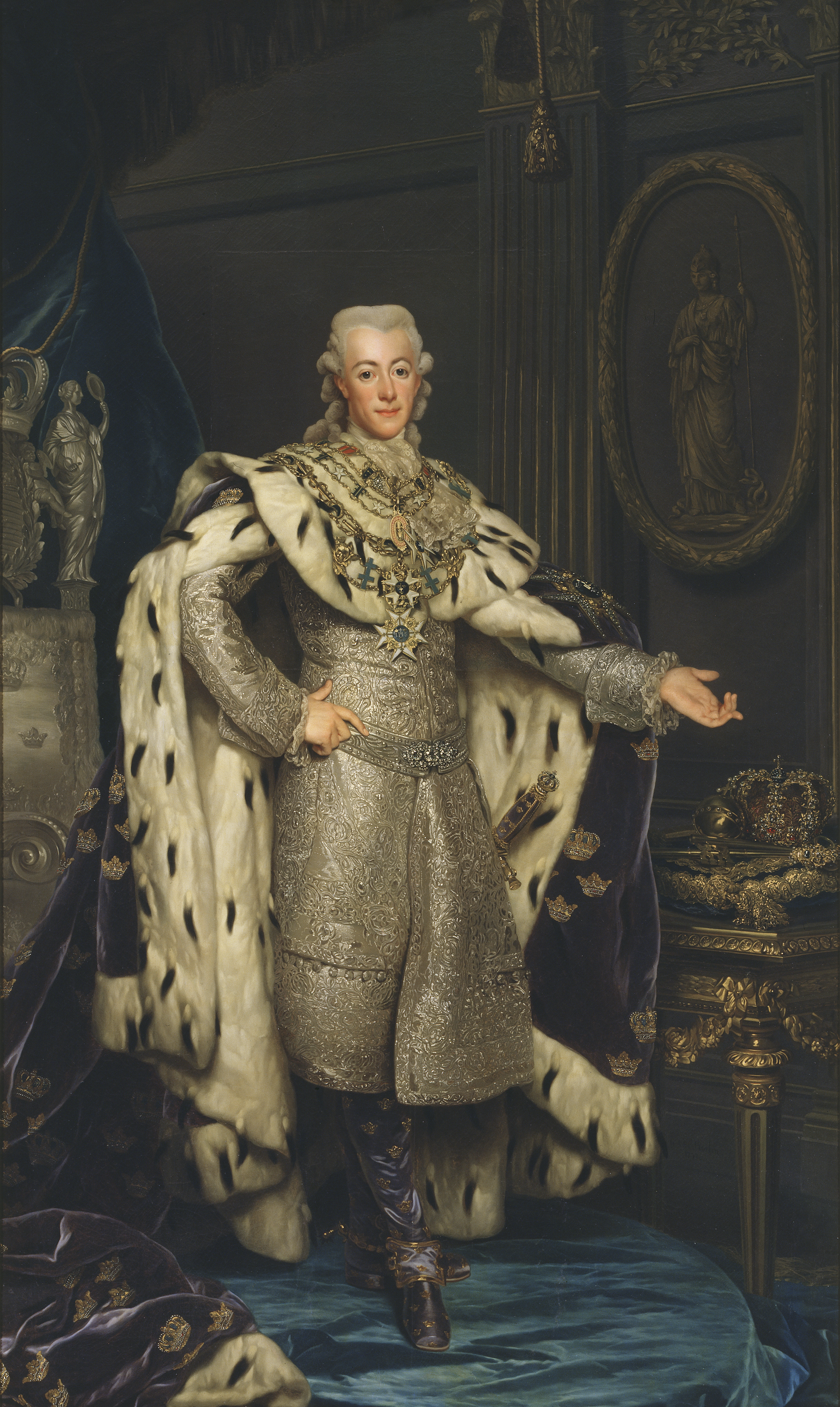
Alexander Roslins ståtliga porträtt av Gustav III (1777).

Det pompösa, praktglada och dekorativa gjorde sitt intåg med 1600-talets karolinska barock. Stormaktstiden – under 1600-talet och 1700-talets första decennier - var i hög grad en arkitekturens tid. En rad slott, herrgårdar och kyrkor uppfördes exempelvis Stockholms slott, vilket även nu innebar att konstnärer kallades från utlandet. Dessa lärde upp nya generationer av svenska konstnärer. I form av krigsbyten kom flera betydande konstsamlingar och viktiga enskilda konstverk till Sverige. Ett stort namn var hovmålaren David Klöcker Ehrenstrahl.  Ehrenstral verkade även som porträttör och djurmålare och arbetade med Drottningholms slott tillsammans med Johan Sylvius. Erik Dahlbergh, som var arkitekt och fältherre utöver konstnär, avbildade stormaktstidens officiella Sverige i det stora verket Suecia Antiqua et Hodierna. Andra målare var David von Krafft och Michael Dahl.

### Rokoko och Gustaviansk stil (1730–1810)
Frihetstiden och den gustavianska tiden innebar ett stort kulturellt uppsving i Sverige. Stilen var till en början rokoko. Tidens porträttmåleri gjorde det svenska måleriet internationellt känt. Under perioden flyttade många svenska konstnärer ut i Europa. En representant för rokokon var Gustaf Lundberg. Lundberg målade brett men högst elegant. Hans teknik blev länge bestämmande inom svensk porträttkonst och han är representerad på Louvren liksom på Nationalmuseum och Konstakademien. Den franske målaren Guillaume Thomas Taraval blev inkallad som dekoratör till Stockholms slott. Tillsammans med Carl Hårleman förespråkade han den nya lättsammare stilen. En ledande stilkonstnär blev Jean Eric Rehn, som varit elev till Hårleman och som verkade som konsthantverkare, arkitekt och tecknare.
Alexander Roslin, som tog inspiration från Frankrike, utförde många mycket känsliga porträtt av tidens förnämsta personligheter. Några av Roslins porträtt tillhör de mest reproducerade från perioden. Stor betydelse fick även Carl Gustaf Pilo, som blev hovmålare i Danmark. Pilo inspirerades såväl av venetianska konstnärer som av holländaren Rembrandt van Rijn. Pilo återvände dock till Sverige och målade då det stora verket Gustaf III:s kröning i Storkyrkan.
Andra framstående namn var Johan Pasch, Per Krafft d.ä., Peter Adolf Hall och, kanske framförallt, Johan Tobias Sergel.
Med tiden, med början omkring 1770, efterträddes rokokon i Sverige av den gustavianska perioden. Efter 1785 betraktas denna som en försvenskad variant av nyklassicismen. Den gustavianska perioden präglades av såväl franskt som engelskt inflytande.

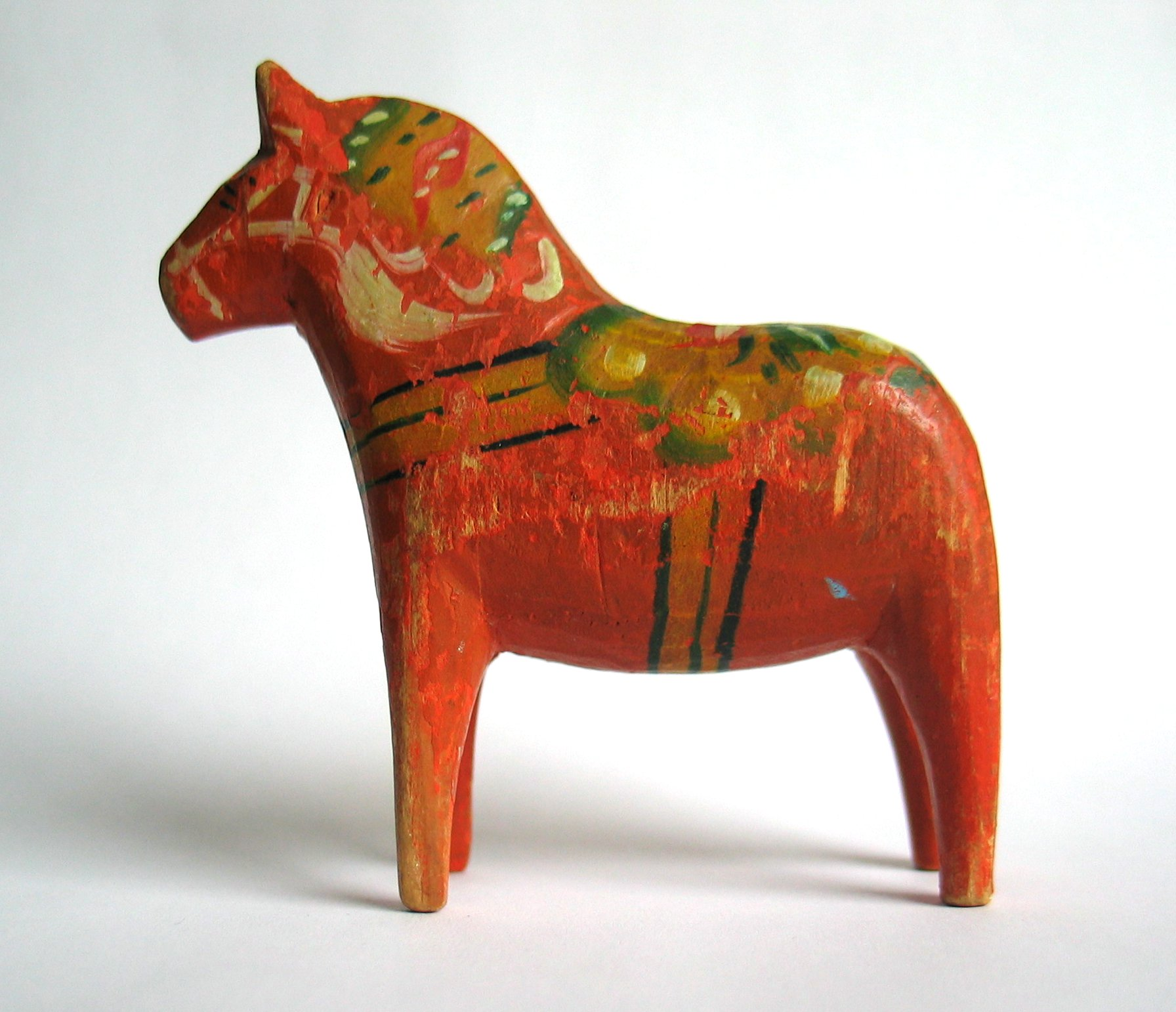
Dalahästarna med sitt kurbits-mönster är ett typiskt exempel på äldre svenskt konsthantverk som fortfarande är mycket populärt.

Efter Gustav III:s död inträdde en stagnationsperiod i den svenska konsten. Däremot blomstrade allmogemåleriet i bland annat Dalarna och Hälsingland med kurbitsmålning och dalahästar under denna tid. Allmogemåleriet kom att bli en stor inspiration för 1800-tals konstnären Carl Larsson. Göticismen och Nyklassicism präglade sedan konsten under flera decennier, med namn som skulptören Bengt Fogelberg. Fogelberg, som inspirerades av den danske skulptören Bertel Thorvaldsen utförde kraftfulla statyer av nordiska gudagestalter och historiska personer.

### Karl-Johan-stilen (1810–1840) och Romantik (1840–1875)

Soluppgång över taken av Eugène Jansson (1868).

Från mitten av 1800-talet och några decennier framåt dominerade naturmålarna, med Marcus Larson i spetsen. Konstnärer som pekade mot något nytt var Egron Lundgren och Carl Fredrik Hill. Hill räknas till en av de främsta svenska landskapsmålarna med vyer som speglade hans person och ofta uttrycker förtvivlan eller mörker. Egron Lundberg utvecklade akvarellkonsten, han reste mycket i Europa och Asien och målade i reportageform. Även historiemåleri förekom i stor omfattning under perioden, med namn som Carl Gustav Hellquist och Gustaf Cederström. En annan målare var August Malmström som skapade historiska och naturromantiska verk och illustrerade många sagor.

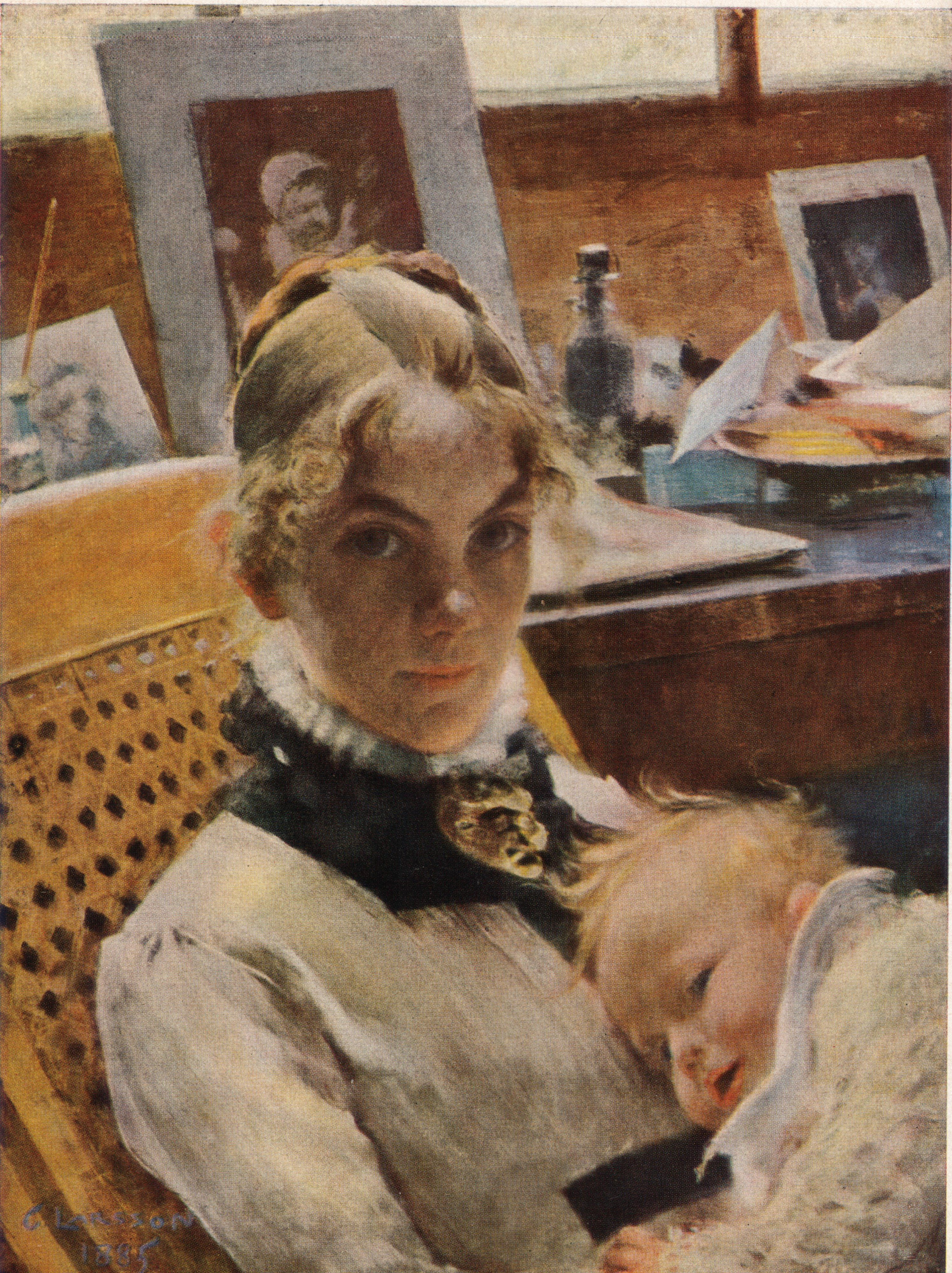
Ateljeidyll av Carl Larsson föreställande konstnärens hustru och dottern Suzanne (1885).

### Naturalism och Impressionism
Ur ett internationellt perspektiv förde den svenskproducerade konsten, trots en stark utveckling, en tynande tillvaro tills det senare 1800-talet. Då började dock ett antal svenska konstnärer uppmärksammas utanför Sveriges gränser. Särskilt 1880-talet och de två följande decennierna var storhetsperioder i svenskt konstskapande. De kanske mest konstnären av dessa är målaren, etsaren och skulptören Anders Zorn som senare bland annat tilldelades första medalj på världsutställningen i Paris 1889. Zorn var en oerhört skicklig oljemålare med en mycket precis men ledig stil där varje penseldrag ofta betyder mycket för helheten. Anders Zorn målade gärna landskap och människor och är känd för sina nakenstudier av kullor från Dalarna. Zorn räknades som en av de främsta målarna i Europa under det sena 1800-talet och utförde många porträtt av samtidens berömdheter. Några kända verk är Kärleksnymf (1883), En premiär (1888), Midsommardans (1897), President Grover Cleveland (1899) och Badande kullor (1906). Zorn finns idag representerad vid bland annat Musée d'Orsay i Paris och Vita huset i USA och hans verk tillhör de högst värderade av alla svenska konstnärer.
Ett annat stort namn ur denna generation är Carl Larsson. Larsson, liksom Zorn, verkade i Dalarna och är en av de mest folkkära svenska konstnärerna. Larsson målade främst i akvarell och motiven hämtade han ofta från sitt familjeliv, med porträtt av familjen och deras hem i Sundborn. Hans stil är luftig, mycket ljus och präglas av ett samspel mellan ytor och linjer. Larsson utförde även fresker och väggmålningar, till exempel Midvinterblot i Nationalmuseum i Stockholm. Larsson blev mycket berömd i Tyskland i samband med en konstbok som gavs ut där. En annan målare som uppnådde stor folklig popularitet var Bruno Liljefors med målningar av natur och djur i rörelse.

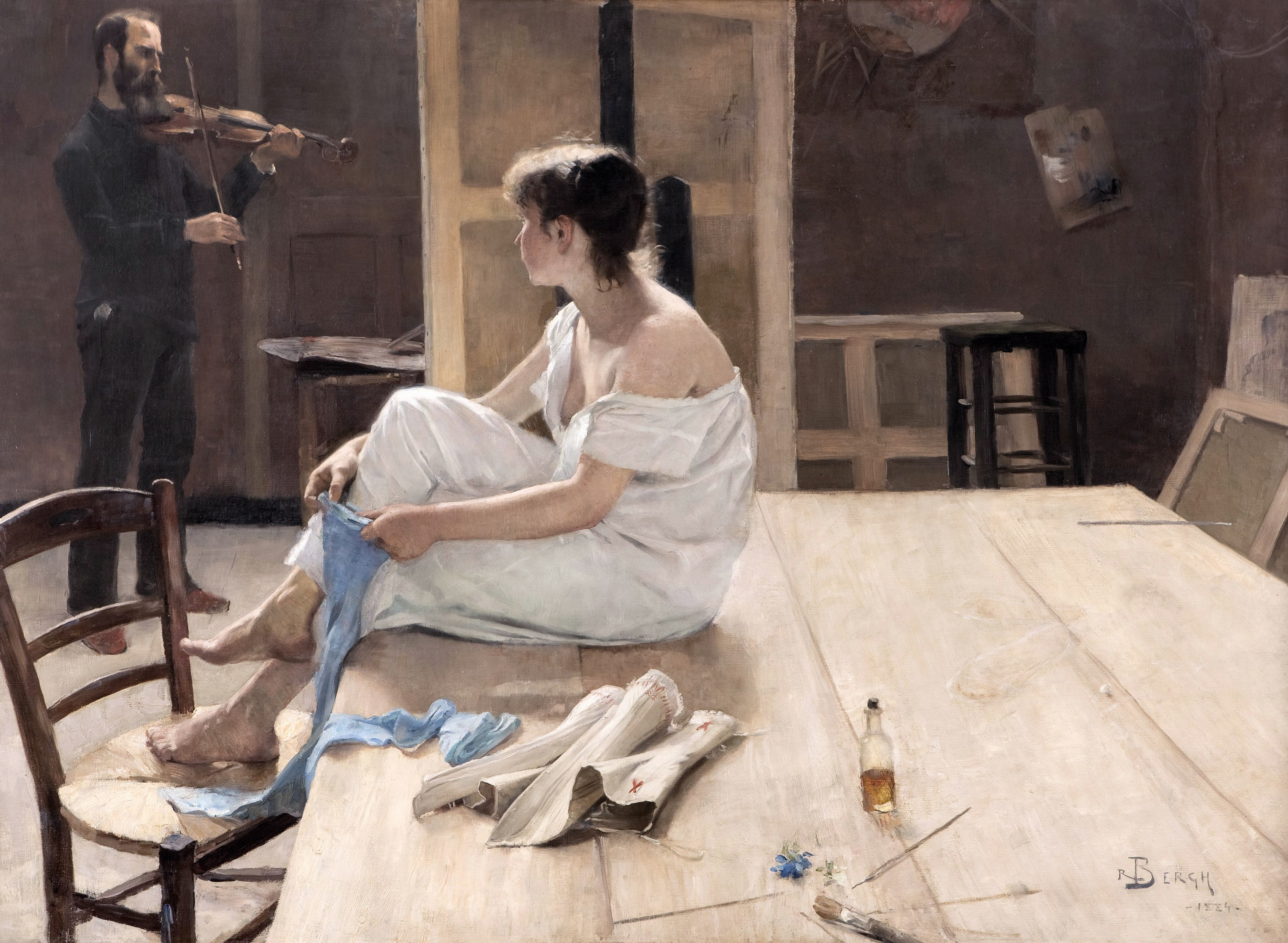
Avslutad seans av Richard Bergh (1884).

Två målare med stor stilistisk förmåga var Eugène Jansson och Ernst Josephson. Janssons målningar, som tar stilmässig inspiration från van Gogh, är ofta geometriskt enkla storformer, stillsamma Stockholmsmotiv liksom kraftfulla homoerotiska mansgestalter. Josephsson är mer varierad och känd för sina oljeporträtt. Han blev en inspiratör för den senare modernismen i Sverige. Porträttmåleriet utvecklades också av Richard Bergh liksom av Nils Kreuger. En betydelsefull utveckling kom 1885 med konstnärsgruppen Opponenterna som ville förnya det svenska måleriet och som samlade många av de nämnda namnen. Några år senare, på 1890-talet, grundade Bergh och Kreuger även den så kallade Varbergsskolan tillsammans med Karl Nordström. Dessa reagerade mot den realistiska landskapsstilen och tog istället sin inspiration från Paul Gauguin. Särskilt Nordström inspirerades av de franska impressionisterna. En nära vän till Nordström var författaren och universalgeniet August Strindberg – även denne är en betydelsefull svensk målare från perioden. Nu börjar även kvinnliga konstnärer uppmärksammas, exempelvis Eva Bonnier och Hanna Pauli som bland annat tog intryck av Rembrandt.

### 1900-tal, Modernismen

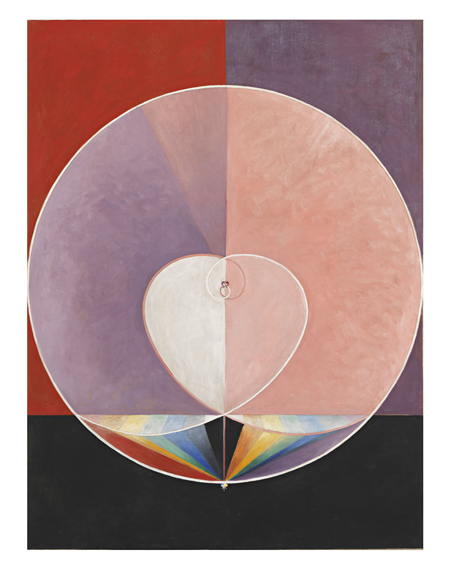
Hilma af Klint, Duvan - No 13, 1915.

Ofta har De Ungas första utställning i Stockholm 1909 beskrivits som den moderna konstens intåg i Sverige. De Unga, som bland annat bestod av Isaac Grünewald, Tor Bjurström, Birger Simonsson och Sigfrid Ullman, var en grupp yngre manliga konstnärer från i huvudsak Konstnärsförbundets skola, som låtit sig inspireras av, och vissa även utbilda sig hos, Henri Matisse i Paris. Svenska konstnärer som tidigt arbetade abstrakt var exempelvis Hilma af Klint och Gösta Adrian Nilsson (GAN). En annan viktig händelse var Expressionistutställningen på Liljevalchs konsthall i Stockholm 1918 som bland annat presenterade Isaac Grünewald och Sigrid Hjertén. 
Från mitten av 1920-talet och ett par decennier framåt karaktäriserades dels av surrealismen, med exempelvis Halmstadgruppen, dels av expressionismen med företrädare som Sven Erixson, Bror Hjorth och Göteborgskoloristerna: Ivan Ivarsson, Åke Göransson, Inge Schiöler och Ragnar Sandberg. Vidare också en striktare formalistisk, abstrakt minimalism med konstnärer som exempelvis Olle Bærtling. Bland skulptörer från perioden återfinns Carl Eldh och Carl Milles. Båda dessa har fått stort inflytande där den senare är bland de mest kända svenska skulptörerna genom tiderna. Ur samma generation av skulptörer kom också den självlärde träskulptören och realistiske folklivsskildraren Axel Petersson Döderhultarn. 

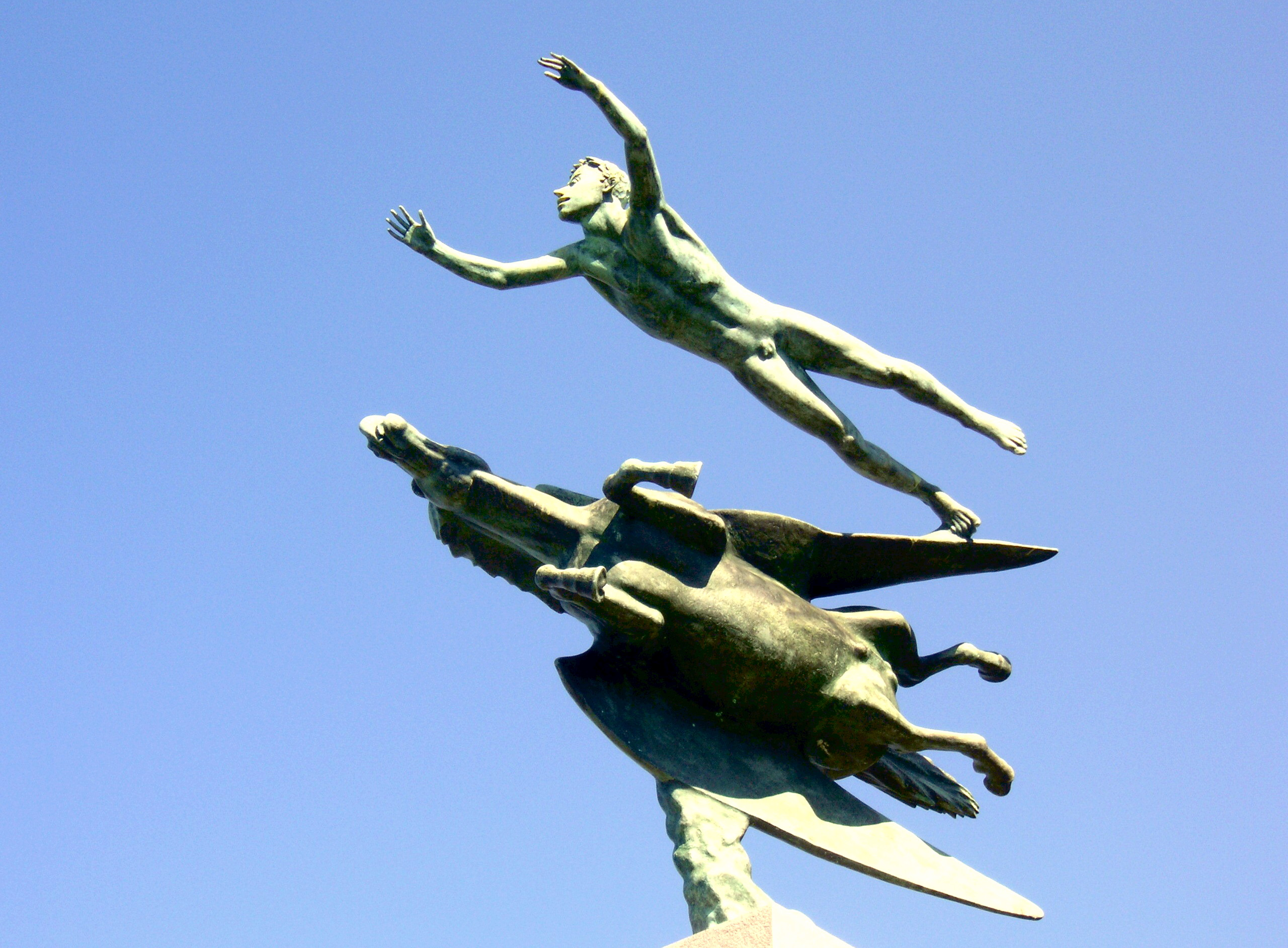
Carl Milles skulptur Människan och Pegasus, 1949

Efter andra världskriget hade den svenska konsten något av en högkonjunktur och en mängd konstnärer etablerade sig. Något av ett startskott i arbetet med att föra ut konsten blev Nationalmuseums stora utställning God konst i hem och samlingslokaler 1945. Med den nya demokratiska idén om konst för alla grundades 1947 Folkrörelsernas konstfrämjande. Bland 30-tals radikalerna som målaren Albin Amelin och grafikern och monumentalmålaren Torsten Billman fortsatte arbetet att föra ut bilder till det arbetande folket. En annan sida fann Torsten Billman i detta arbete då han tog den svartvita grafiken för att illustrera litterära klassiker. Under samma period startades likaså en mängd konstföreningar över hela landet. 
Otto G. Carlsund hade varit med och grundat konkretismen i Paris 1929, men först genom 1947 års män, bland andra Lennart Rodhe och Olle Bonniér, slog riktningen igenom i Sverige. 1950-talet rymde också expressionister som Torsten Renqvist och mer informella målare som  Rune Jansson och Eddie Figge.
I början av 1960-talet vitaliserades den svenska grafiken med konstnärer som Philip von Schantz och Nils G. Stenqvist.

## Svensk samtidskonst

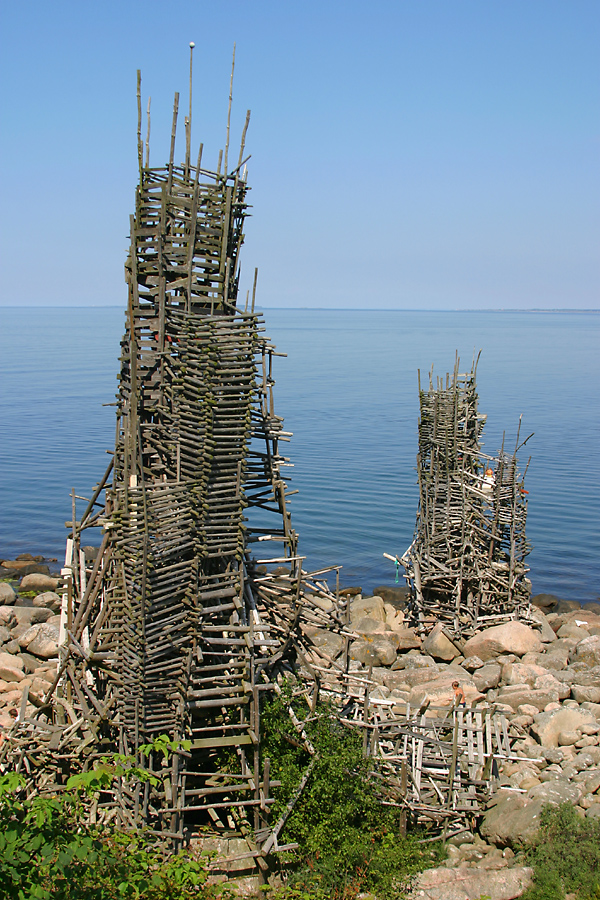
Lars Vilks skulptur Nimis utforskade myndigheternas och byråkratins respons till ett verk utan officiell sanktion (1990-tal).

Begreppet samtidskonst refererar antingen till konst som görs i vår samtid, eller utvidgat, konst från sent 1960-tal och framåt. Under 1960-talet etablerade det sig en mängd konstnärer, vissa influerade av exempelvis 1930-talets Dadarörelse, som vände sig ifrån modernismens grunder. Man började söka sig till andra uttryck som film, performance, happenings, readings, ljudkonst och liknande. Konstbegreppet förändrades och de uppdelade genrerna löstes upp mer och mer. Politiska ställningstaganden blev viktiga. I centrum för denna utveckling i Sverige och även internationellt fanns Moderna museet med dess dåvarande överintendent Pontus Hultén. Museet producerade många banbrytande utställningar under denna period som exempelvis Rörelse i konsten, med bland andra Jean Tinguelys och Per Olov Ultvedts rörliga skulpturer, och utställningen 4 amerikanare från 1962 med amerikansk popkonst där verk av konstnärer som Robert Rauschenberg och Jasper Johns visades upp för svensk publik innan konstnärerna ens slagit igenom i USA. Viktiga svenska konstnärer under denna period var exempelvis Öyvind Fahlström och Carl Fredrik Reuterswärd.

### 1970- och 80-talen
Den konst som vände sig från modernismens mer formella karaktär var grunden för den rörelse som mot slutet av 1970-talet och början av 1980-talet kom att kallas för postmodernismen. Under 1970- och 80-talet framträdde en mängd svenska konstnärer som främst ägnade sig åt måleri. 1980-talets överhettade konstmarknad resulterade i att ett antal konstnärer mer eller mindre sålde allt de producerade. Viktiga namn under denna era var Cecilia Edefalk, Ola Billgren och Max Book.

### 1990– och 00-talen

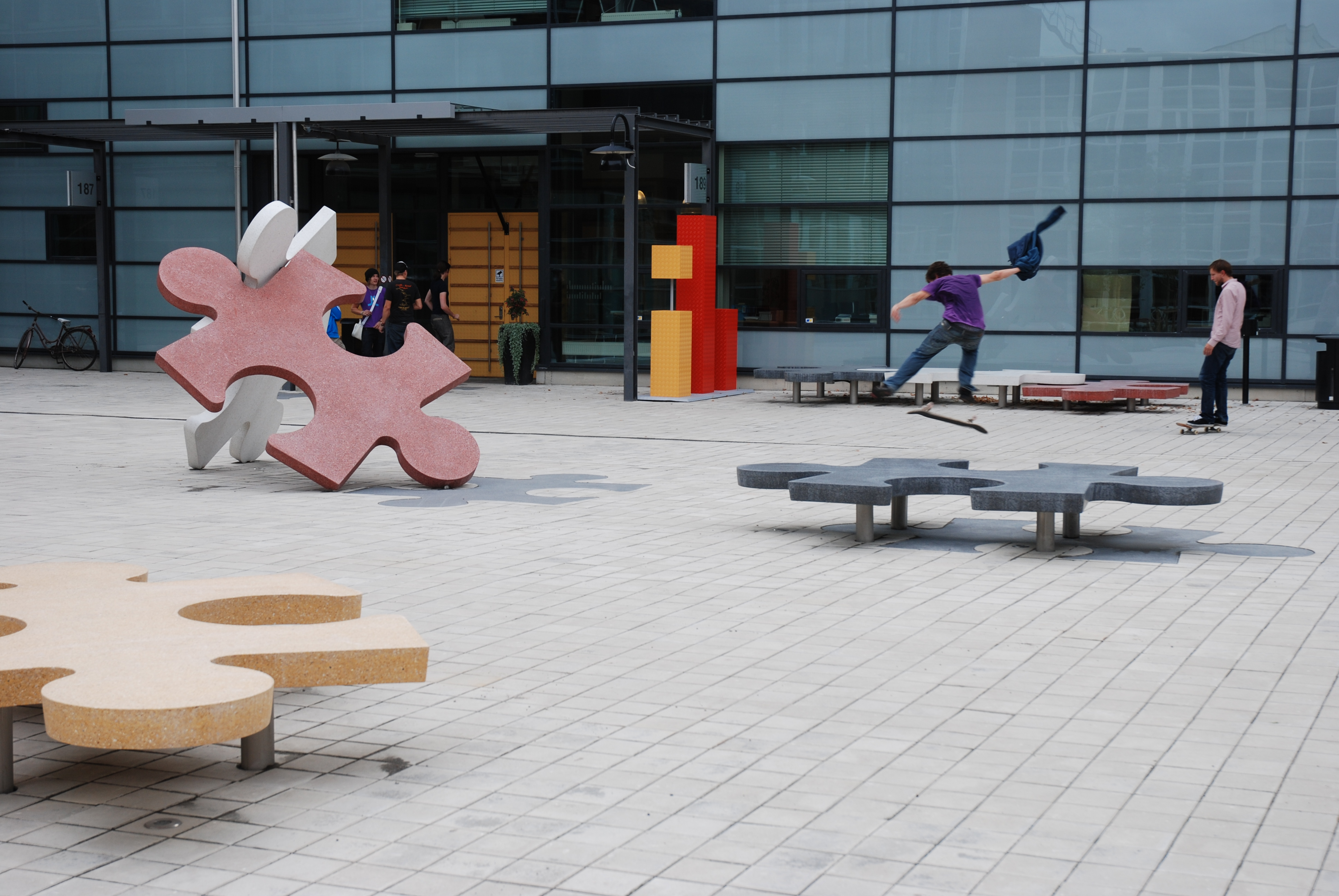
Del av Puzzled, Ann-Sofi Sidén, 2008, Campus Gärdet i Stockholm.

Samtidskonsten i dagens Sverige är starkt involverad och påverkad av den internationella samtidskonsten. Viktiga riktmärken är de större konstbiennalerna runt om i världen som exempelvis biennalen i Venedig och documenta i Kassel. I förhållande till tidigare konstproduktion har det renodlade måleriet fått träda tillbaka för andra former såsom installationer, video, fotografi, ljud och performance, men mer klassiska uttryck som måleri och teckning har fortfarande en självklar position. Ofta är konstverket idébaserat, och problematisering av konstbegreppet i sig är inte ovanligt. Under 1990-talet var konstnärer som Dan Wolgers, Annika von Hausswollf och Ernst Billgren tidstypiska och viktiga namn. Andra konstnärer som etablerat sig internationellt sedan 1990-talet är exempelvis Ann-Sofi Sidén, Henrik Håkansson, Johanna Billing, Nathalie Djurberg, Annika Larsson, Carl Michael von Hausswolff, Annika Eriksson, Miriam Bäckström, Jonas Dahlberg, Lina Selander, Magnus Wallin, Matts Leiderstam, Tobias Bernstrup, Maria Friberg, Karin Mamma Andersson, Felix Gmelin, Annica Karlsson Rixon och Jockum Nordström. Vissa samtidskonstnärer uppmärksammas istället desto mer inom landets gränser som Lars Vilks. Bland mer välkända konstnärer aktiva, eller med grund i gatukonst och graffiti kan nämnas Daniel Blomqvist "Puppet", Carolina Falkholt "Blue", "Adams" och "Akay".

## Konstutbildning i Sverige
Högre konstutbildning finns vid Kungliga konsthögskolan och Konstfack i Stockholm, Konsthögskolan i Malmö, Konsthögskolan Valand i Göteborg och Konsthögskolan i Umeå.
Förberedande konststudier brukar ske vid privata eller halvprivata eftergymnasiala konstskolor såsom Gerlesborgsskolan, Nyckelviksskolan och Konstskolan Idun Lovén samt vid studieförbund och folkhögskolor.

## Konsttidskrifter, konstkritik och -debatt
Under 1900-talet första hälft dominerade konstdebatten kring en sorts demokratisk tanke om att sprida den "goda" konsten till en större massa. De större dagstidningarna gav stort utrymme till utställningsrecensioner och konstartiklar. Under 1960-talet ökade antalet utställningar dramatiskt och dagstidningsbevakningen blev mer sporadisk. Istället växte det fram ett antal konsttidskrifter som exempelvis Paletten, som startade redan 1940, Konstrevy som bland andra hade Olle Granath som chefredaktör, och Ord & Bild. 1949 startade Folket i Bild sin konstklubb som gav ut tidskriften Konstvännen fram till 1967. Från 1970 var Ord & Bilds konstklubb sedan med att utge tidskriften Synpunkt tillsammans med Riksutställningar och Konstfrämjandet.
Efterkrigstidens stora konstdebatt handlade till stora delar om den informella konst, med rötter i Dadarörelsen, som växte fram och blev allt starkare under 1960-talet. En av huvudpersonerna i denna debatt var Ulf Linde som med sin bok Spejaren från 1960 konkretiserade begreppen kring den nya konsten och hur nu ansvaret för konstupplevelsen överlåtits till betraktaren istället för att tillskriva konstverket eviga värden och egenskaper.
I slutet av 1960-talet växte det fram en debatt kring vad man skulle få finansiera med offentliga medel. Kritiken kom nu ifrån politiska skribenter och politiker. En symbol för denna debatt blev utställningen Underground på Lunds Konsthall 1968. Sture Johannessons affisch till utställningen föreställandes en haschrökande naken flicka fick styrelsen att censurera utställningen och som en protest mot detta beslut avgick överintendent Folke Edwards.

## Museer, gallerier och konstfrämjande institutioner

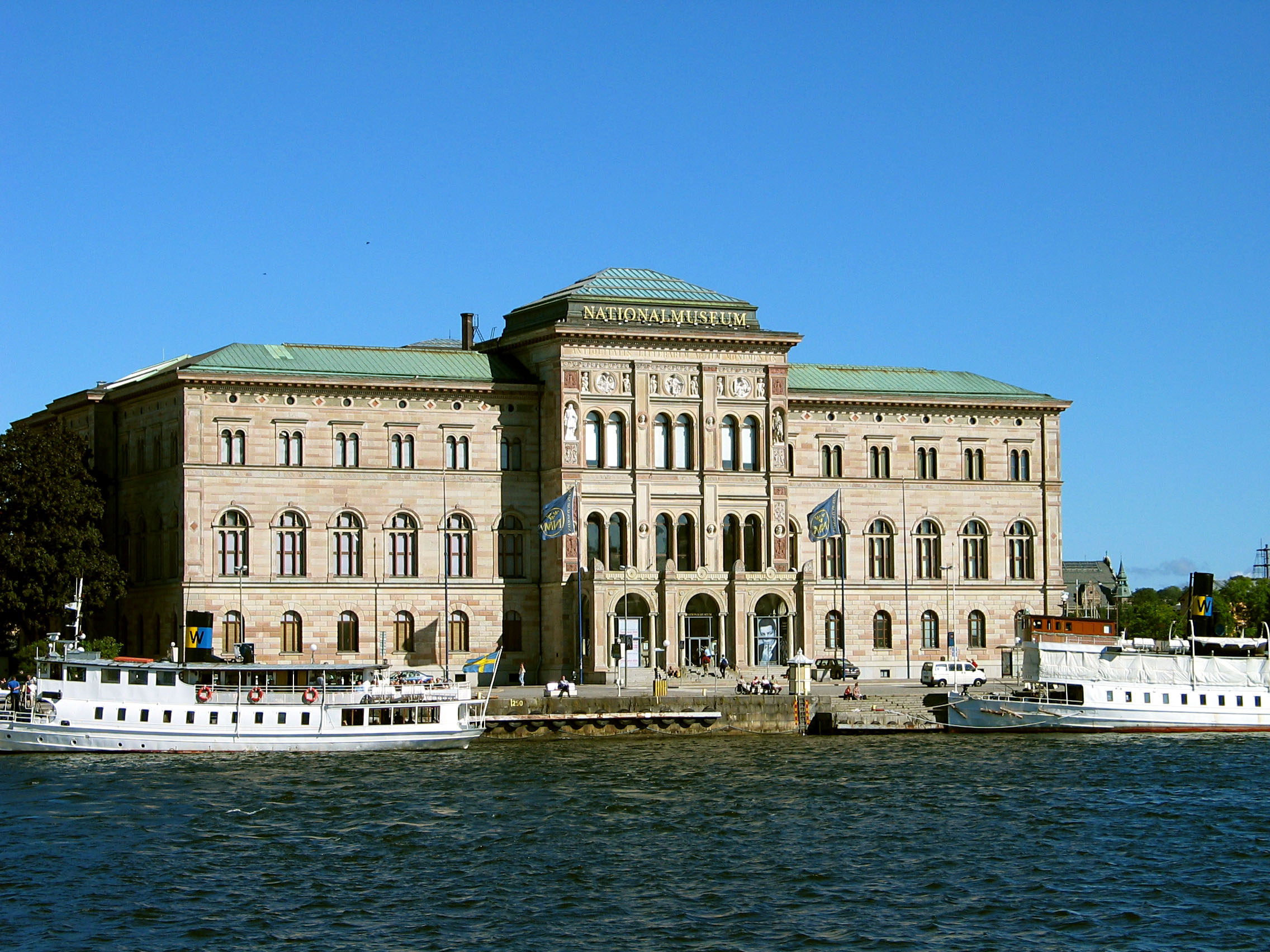
Nationalmuseum är ett av Sveriges statliga museer.

### Museer
Den äldre konsten visas på museer där ett flertal är statliga, som Nationalmuseum. Andra är kommunala som Göteborgs konstmuseum och Malmö konstmuseum eller i privat regi som exempelvis Bonniers porträttsamling. För samtidskonsten finns större institutioner som Moderna museet, Liljevalchs, Bonniers konsthall och Tensta Konsthall i Stockholm, Malmö konsthall, Göteborgs konsthall, Index och Baltic Art Center.

### Gallerier
Galleriverksamheten i Sverige drivs på mycket olika premisser. Ett stort antal gallerier är vinstinriktade och fokuserar på konst som vilken vara som helst. Andra gallerier fungerar delvis vinstinriktat men även som en viktig plattform för samtida konstnärer. Dessa gallerier, som till största delen ligger i Stockholm, har ofta ett stall med konstnärer som de stöttar ekonomiskt och marknadsför både i Sverige och internationellt. En stor del av de viktigare gallerierna i Sverige är konstnärsdrivna eller eldsjälsdrivna, och syftar inte till att ge vinst.

### Mässor och främjande aktörer
En annan viktig utställningsverksamhet inom samtidskonsten är de stora mässorna som Stockholm Art Fair och biennalerna som Göteborgs Internationella Konstbiennal. Andra institutioner som anordnar utställningar och dylikt är Riksutställningar, Konstfrämjandet och alla Sveriges konstföreningar där Sveriges Allmänna Konstförening (SAK) är den största.
Det finns även ett antal större aktörer som arbetar för att främja svensk konst i Sverige och internationellt. Exempel är konstnärsnämnden som är ett statligt verk som sorterar under Kulturdepartementet. Det har till uppgift att besluta om statliga bidrag och ersättningar till konstnärer. Ett organ som i sin tur sorterar under konstnärsnämnden är Iaspis (International Artists Studio Program in Sweden) vars uppgift är att skapa dialog mellan bild- och formkonstnärer i Sverige och inom internationell samtidskonst.